# Nassaria nebulonis
Nassaria nebulonis is een slakkensoort uit de familie van de Buccinidae. De wetenschappelijke naam van de soort is voor het eerst geldig gepubliceerd in 2009 door Fraussen, Dharma & Stahlschmidt.